# La Vall d'en Bas
La Vall d'en Bas est une commune espagnole de la province de Gérone, en Catalogne, en Espagne dans la comarque de Garrotxa.

## Géographie
La Vall d'en Bas est une commune située dans les Pyrénées.

## Culture locale et patrimoine

### Personnalités liées à la commune
- Josep Berga i Boix (1837-1914) : artiste né à La Pinya, hameau de La Vall d'en Bas.